# Buccinum abyssorum
Buccinum abyssorum, tên tiếng Anh: shingled whelk, là một loài ốc biển, là động vật thân mềm chân bụng sống ở biển trong họ Buccinidae.